# Museo de la Memoria y los Derechos Humanos
El Museo de la Memoria y los Derechos Humanos es un museo público chileno, ubicado en la comuna de Santiago, Santiago de Chile, dedicado a conmemorar a las víctimas de violaciones a los Derechos Humanos durante la dictadura militar de Augusto Pinochet (1973-1990). Está ubicado en la avenida Matucana 501, frente a la estación de metro Quinta Normal.
Inaugurado por la presidenta Michelle Bachelet el 11 de enero de 2010, en el marco de las obras gubernamentales que celebraron el Bicentenario de Chile.

## Historia

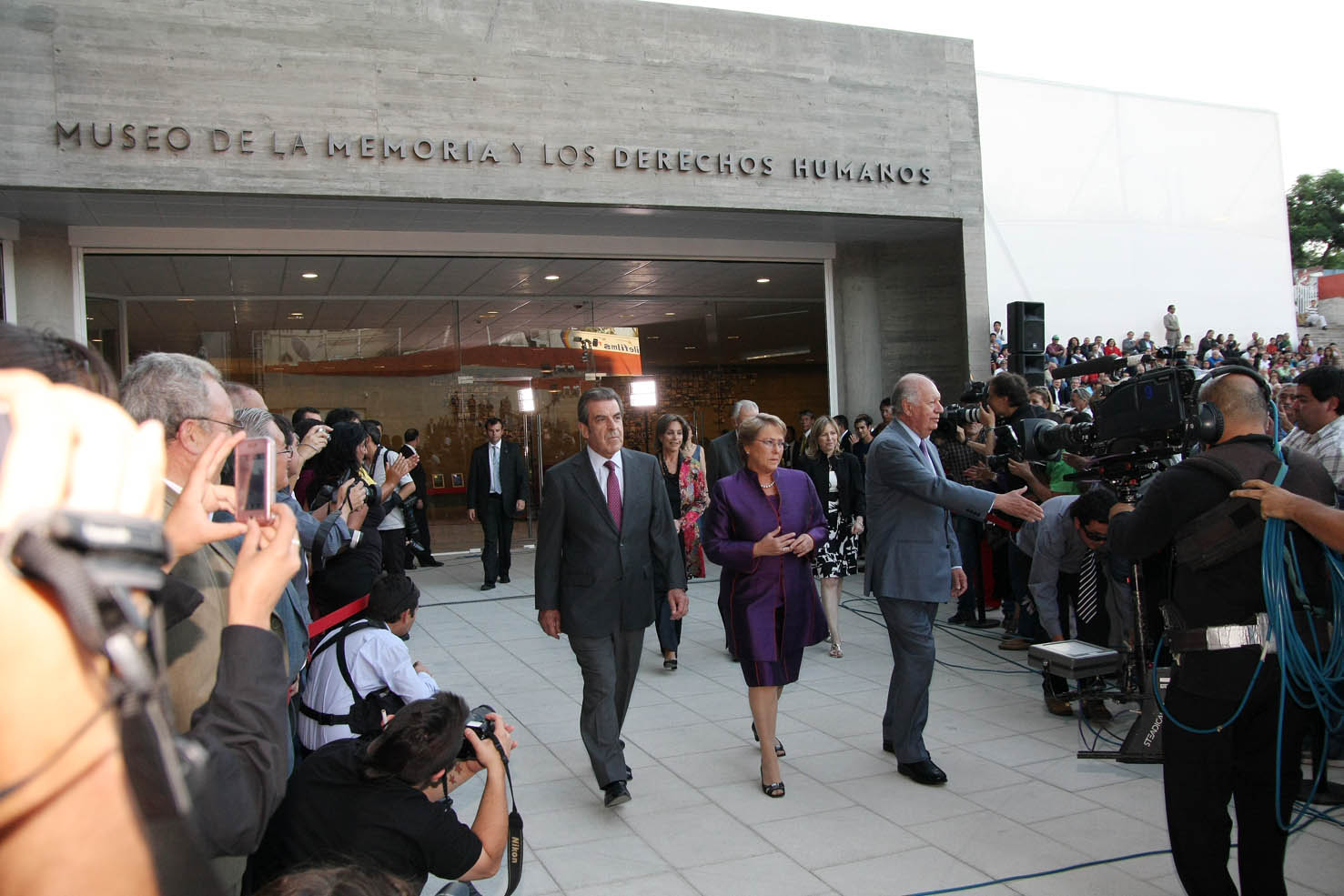
Eduardo Frei Ruiz-Tagle, Ricardo Lagos y Michelle Bachelet en la inauguración del museo.

La primera piedra del Museo de la Memoria fue puesta por la presidenta Bachelet —quien también fuera víctima de tortura en la dictadura de Pinochet— el 10 de diciembre de 2008.El material y documentación con el que se armó el museo fue entregado en gran parte por la Organización "Casa de la Memoria", cuya donación se materializó oficialmente el 16 de junio de 2009 en el Palacio de La Moneda.
La presidenta inauguró el museo el 11 de enero de 2010, justo a dos meses de terminar su primer mandato en un evento que convocó a unas 3000 personas, entre representantes de organizaciones de derechos humanos, políticos, víctimas de la dictadura y sus familiares.
Paralelo al fin de las obras del museo, el 3 de diciembre de 2009 se constituyó el directorio del museo y el 6 de enero de 2010 se nombra a Romy Schmidt como su directora ejecutiva, quien ejerció su cargo hasta mayo de 2011. Ese año fue reemplazada por Ricardo Brodsky, quien estuvo a cargo hasta 2016. Posteriormente la dirección ejecutiva estuvo bajo Francisco Estévez y desde el 2022, bajo María Fernanda García.

## Fundación

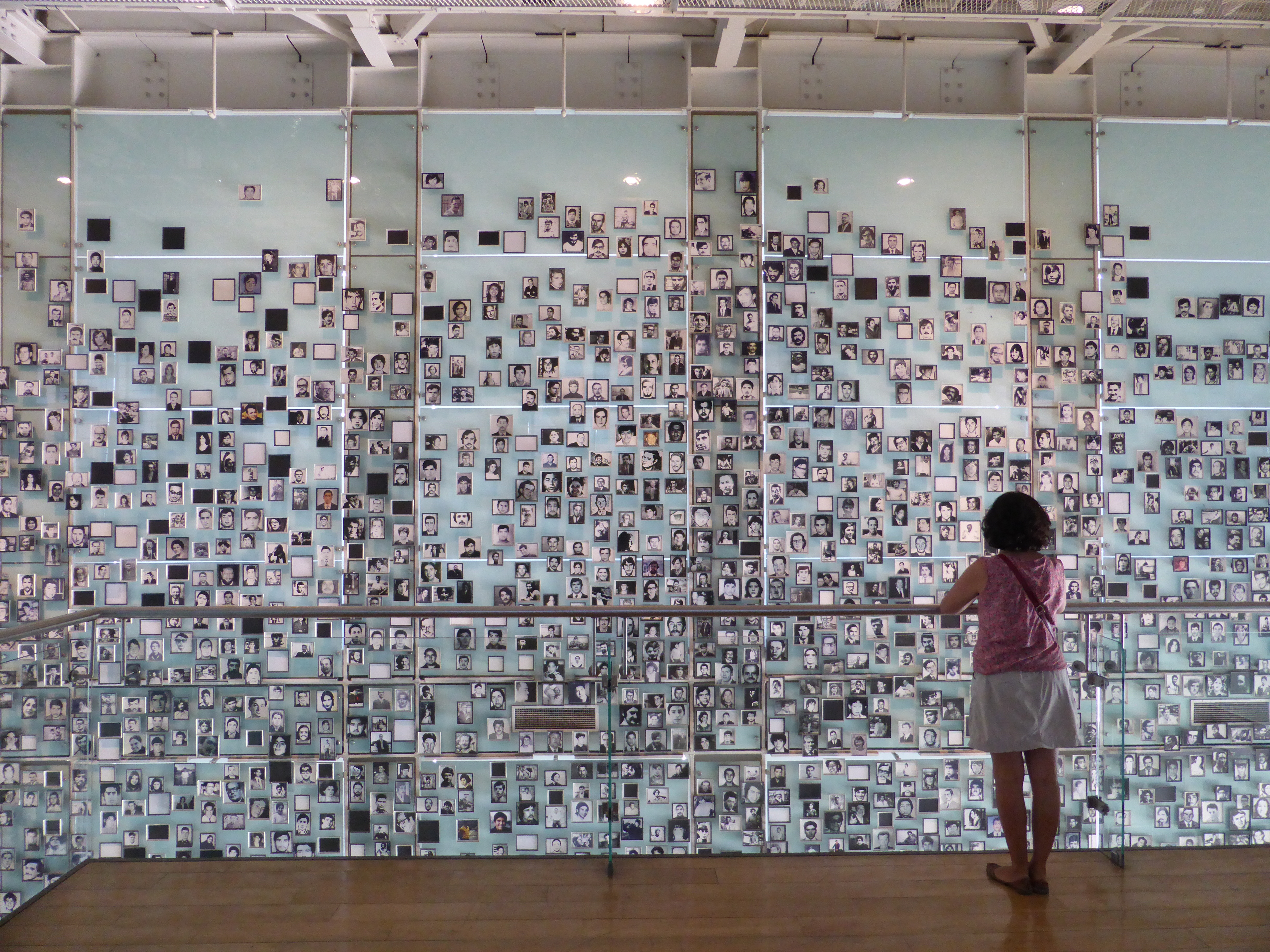
Algunos retratos de víctimas de la dictadura.

El Museo de la Memoria y los Derechos Humanos depende de una Fundación de derecho privado integrada por representantes del mundo académico, organizaciones de defensa y promoción de los derechos humanos, etc. Su directorio está compuesto por académicos de universidades que cuentan con Centros de Derechos Humanos. También está integrado por organizaciones de defensa y promoción de los derechos humanos en Chile, como la Vicaria de la Solidaridad, la Organización "Casa de la Memoria" y la Corporación "Parque por la Paz Villa Grimaldi". Los demás miembros fueron sido convocados personalmente.

### Directorio
- Marcia Scantlebury Elizalde, presidenta, periodista, miembro del directorio de Televisión Nacional de Chile
- Álvaro Ahumada San Martín, secretario general, representante de la Corporación Parque por la Paz "Villa Grimaldi"
- Daniel Platovsky Turek, tesorero, ingeniero y empresario
- Michelle Bachelet Jeria, ex presidenta de la República
- Arturo Fontaine Talavera, escritor y académico, ex director del Centro de Estudios Públicos
- Javier Luis Egaña Baraona, abogado, representante de la Fundación Archivos de la Vicaría de la Solidaridad
- Eduardo Silva Arévalo, sacerdote jesuita, rector Universidad Alberto Hurtado
- Carlos Peña González, abogado, rector de la Universidad Diego Portales
- Carolina Tohá Morales, abogada, ex alcaldesa Ilustre Municipalidad de Santiago
- Verónica Reyna Morales, representante de la Corporación Casa de la Memoria
- Felipe Abbott Matus, abogado, director (s) Centro de Derechos Humanos, Facultad de Derecho, Universidad de Chile
- Yañira Zúñiga Añazco, abogada constitucionalista, académica e investigadora Instituto de Derecho Público, Universidad Austral
- Catalina Bosch Carcuro, psicóloga y académica
- Alejandra Kantor, abogada, empresaria y gestora cultural
- Patricio Zapata, abogado constitucionalista

## Misión
La misión del Museo de la Memoria y los Derechos Humanos es:

Dar a conocer las violaciones sistemáticas de los derechos humanos por parte del Estado de Chile entre los años 1973-1990, para que a través de la reflexión ética sobre la memoria, la solidaridad y la importancia de los derechos humanos, se fortalezca la voluntad nacional para que Nunca Más se repitan hechos que afecten la dignidad del ser humano.
Museo de la Memoria y los Derechos Humanos

Junto a ello, el Museo complementa esta misión con el fundamento de su existencia, según la cual:

El Museo de la Memoria y los Derechos Humanos es un proyecto de reparación moral a las víctimas y propone una reflexión que trascienda lo sucedido en el pasado y que sirva a las nuevas generaciones para construir un futuro mejor de respeto irrestricto a la vida y la dignidad de las personas.
Museo de la Memoria y los Derechos Humanos

En su discurso de inauguración, Michelle Bachelet en el 2010 complementó estas definiciones al asegurar que “No podemos cambiar nuestro pasado; sólo nos queda aprender de lo vivido”.

Este museo es un espacio para la construcción de las memorias en Chile. Y no hay una sola memoria sobre el pasado. Las personas recuerdan de manera diferente, individual y colectivamente. [...]

Afortunadamente, la memoria de Chile es mucho más larga y rica que la de la tragedia que en este museo recordamos. Pero esa tragedia es también una dimensión ineludible de nuestra memoria como país. Una dimensión que nos debe hacer reflexionar de lo que sucede cuando la democracia y el Estado de derecho son destruidos. Una dimensión que nos invita a sentir que el presente y el futuro es responsabilidad de todos.

Por eso que este espacio es un espacio público para todo Chile, para conocer, para valorar y para aprender.

Un lugar para preservar la verdad y la justicia que tanto nos ha costado alcanzar.
Presidenta Michelle Bachelet, 11 de enero de 2010.

## Arquitectura

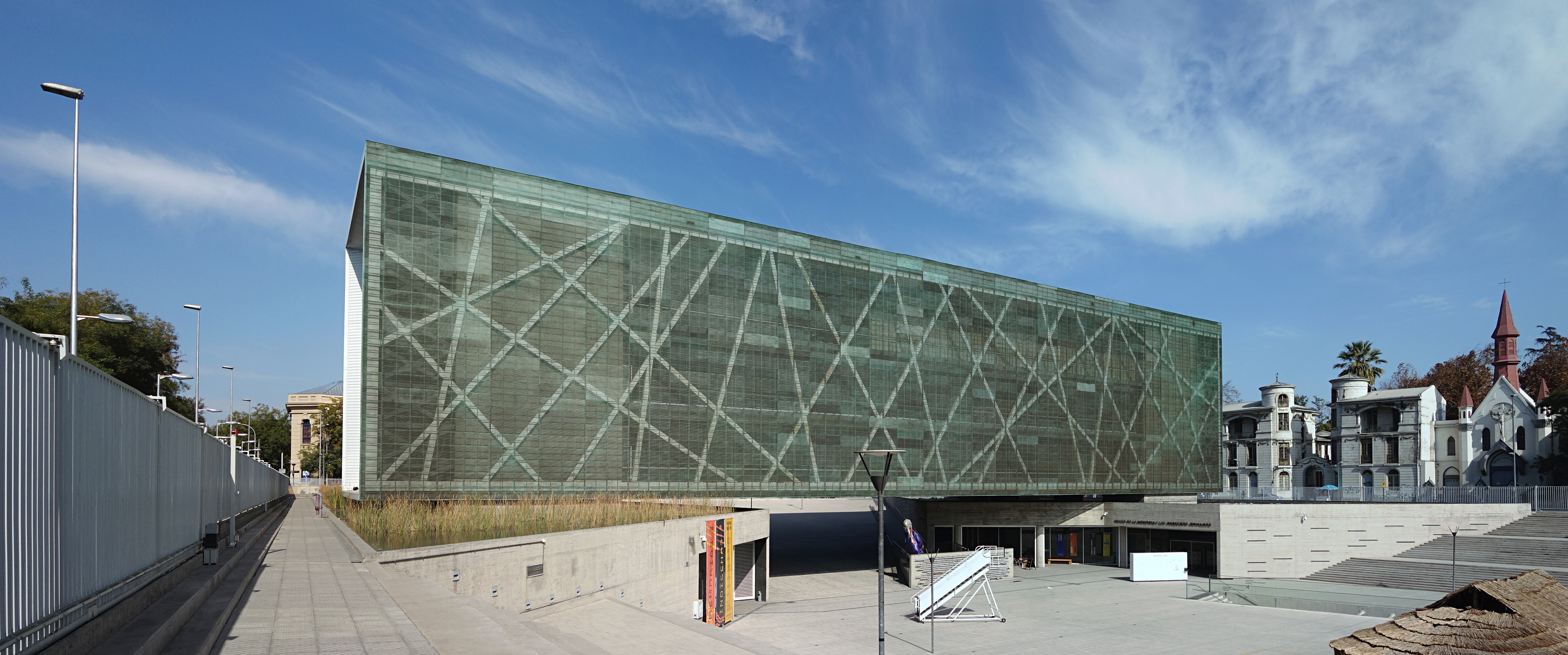
Fachada norte del Museo (desde calle Chacabuco) en que se aprecia el edificio principal (la Barra) y su entramado de cobre, sobre las fuentes de agua y la explanada.

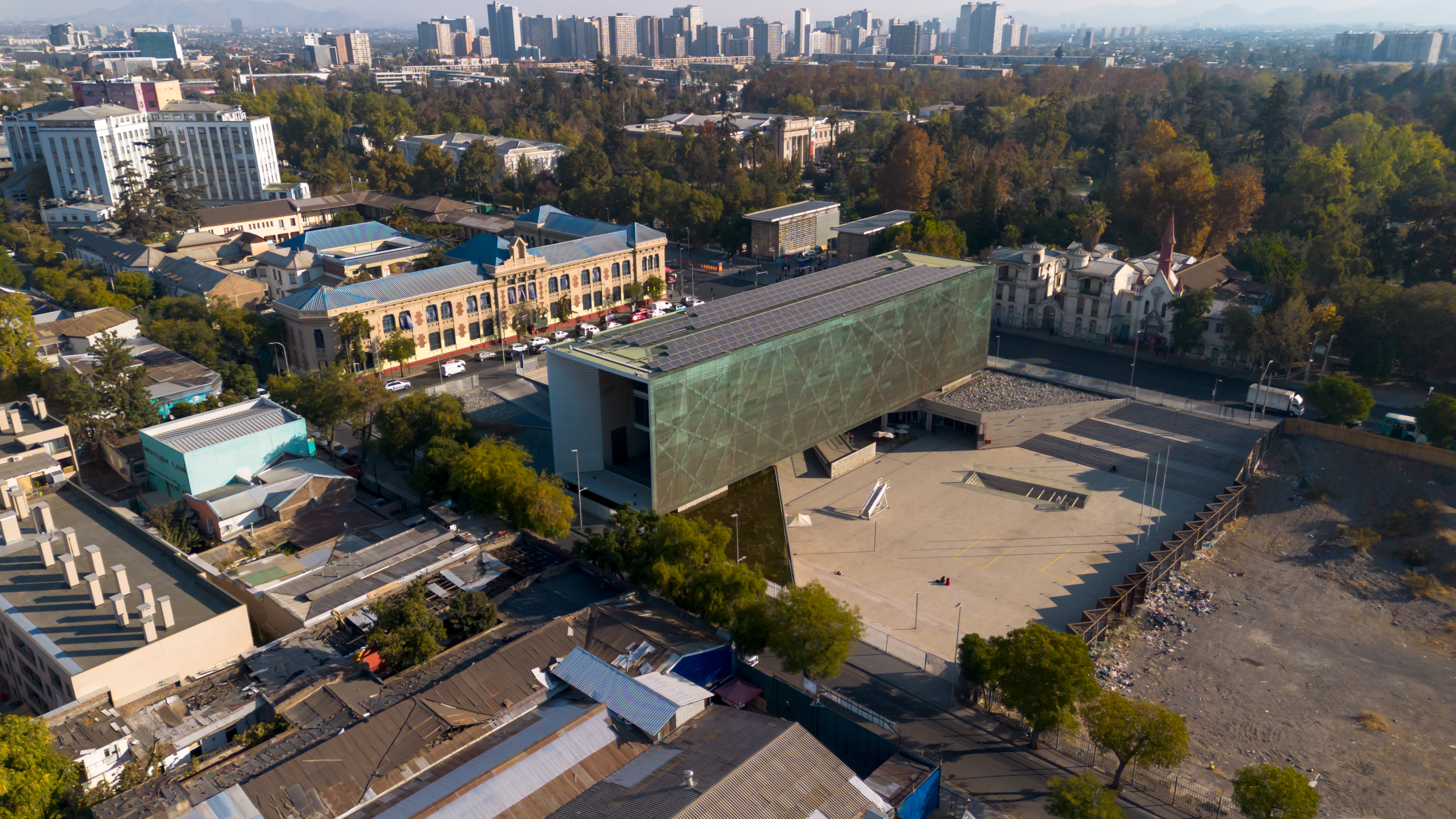
Vista aérea del conjunto del museo.

El edificio se encuentra en la esquina norponiente de avenida Matucana con calle Catedral, en el barrio Yungay. La construcción del museo se dio en medio de diversos proyectos de recuperación de los sectores del barrio, realizados desde comienzos de los años 2000 para convertirlos en un circuito turístico-cultural. Dentro de estos proyectos se cuentan la construcción de la Biblioteca de Santiago, la renovación del acceso al Parque Quinta Normal y de sus museos interiores.
A comienzos de 2000 se iniciaron las construcciones para la extensión de la Línea 5 del Metro de Santiago hacia la estación Quinta Normal, inaugurada el 31 de marzo de 2004. Originalmente, dicha estación incluiría una terminal intermodal que permitiría la conexión con buses y el proyecto de trenes de cercanías Melitrén. Sin embargo, en 2005 fue anunciada la extensión de la Línea 5 al poniente hacia Maipú, generando cuestionamientos en la utilidad de la estación intermodal sumado a la suspensión del Melitrén. En mayo de 2006, las máquinas fueron retiradas y la construcción del edificio suspendida. Luego de varios meses de incertidumbre respecto al futuro uso del terreno ya en obras, se levantó la opción de construir allí el Museo de la Memoria, lo que luego se concretaría con el llamado a concurso público realizado por el Ministerio de Obras Públicas, el 11 de junio de 2007.
El concurso fue adjudicado al un equipo de arquitectos brasileños, integrado por Mário Figueroa, Lucas Fehr y Carlos Dias. La propuesta, que incluía el Centro Matucana que finalmente no se construyó, se basó en el concepto de una «manzana abierta», que amornizara con el entorno dentro de la ciudad. Los arquitectos pensaron conceptualmente el museo como dos momentos: la Barra y la Base. La Barra sería el espacio museológico propiamente tal, mientras la Base sería el espacio museográfico para la realización de eventos en explanada.
El diseño también consideró el apoyo de la iluminación natural. La luz descendería cenitalmente sobre la Barra, penentrándola a través de paneles laterales de vidrio y enrejado metálico en cobre y carbón. El museo se concibió así como un gran volumen suspendido sobre la Plaza, edificado como un cubo que levita sobre dos fuentes de agua. Para su ingreso, se construyó una rampa que permite el ingreso sutil a través de la explanada o a través de escalinatas por las calles Matucana y Chacabuco.
La construcción se realizó entre el 20 de diciembre de 2008 y el 10 de diciembre de 2009 por las empresa COMSA y BASCO. La estructura metálica fue realizada por Maestranza JOMA. La superficie total construida fue de 10.900 m², incluyendo los nuevos estacionamentos.

## Descripción

### Plaza de la Memoria

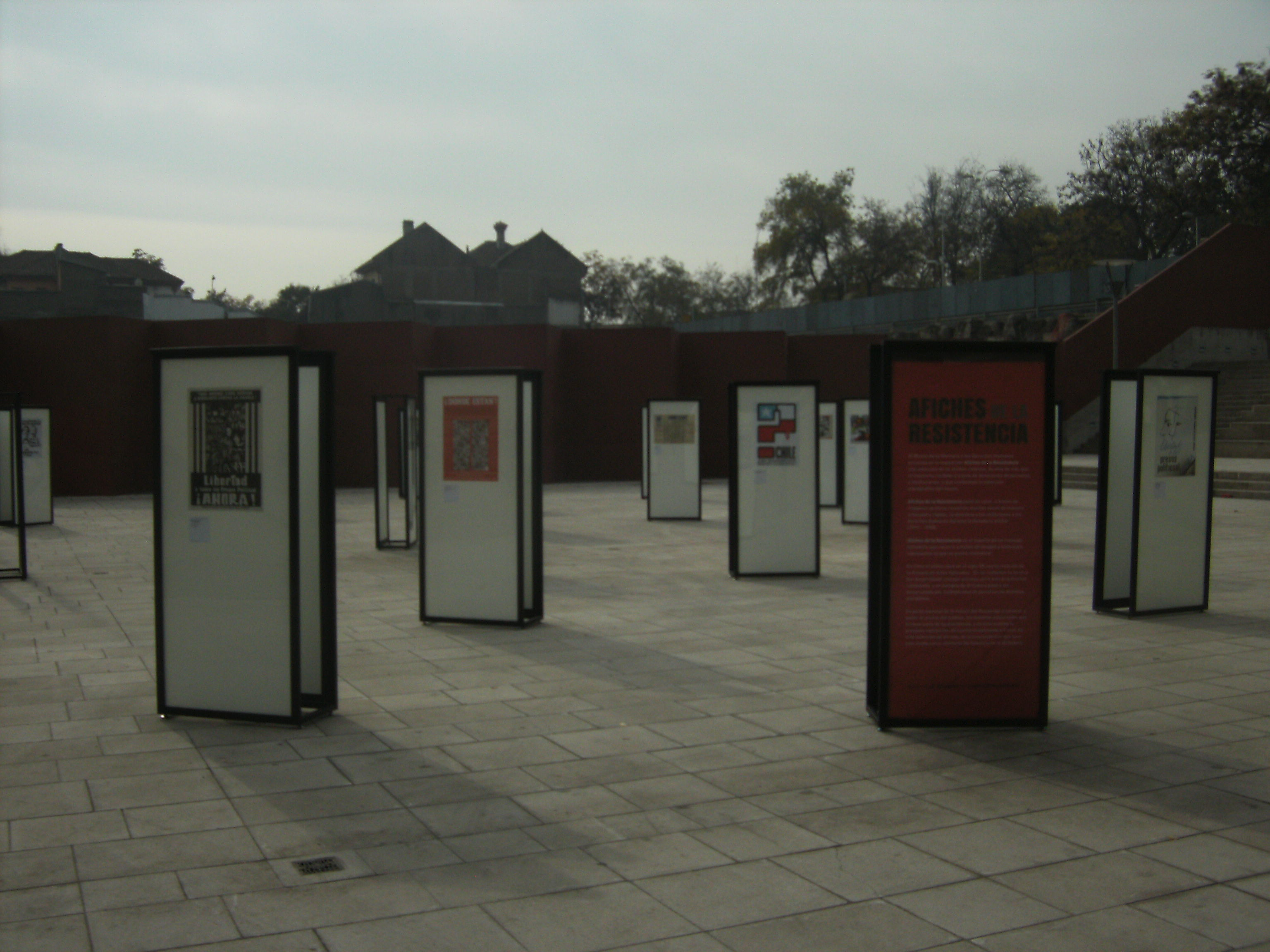
Una exposición ubicada en la explanada de la Plaza de la Memoria.

Frente al museo existe una explanada de seis mil metros cuadrados a la que se accede como una rampa desde calle Catedral, rodeada por escalinatas. En esta explanada se colocan diversas exposiciones temporales y se realizan eventos culturales como conciertos. En uno de los muros de entrada, que bordea la plaza, se presentan los 30 artículos de la Declaración Universal de los Derechos Humanos escritos en cobre.
Uno de los ingresos a la plaza confluye con una conexión directa a la estación Quinta Normal del Metro de Santiago, donde se encuentra un mural de Jorge Tacla creado en conjunto con otros artistas jóvenes, inspirado en versos del cantautor Víctor Jara, compuestos durante su detención en el Estadio Chile, previo a su ejecución.
En el subsuelo de la explanada, se encuentra la obra del artista Alfredo Jaar titulada «La Geometría de la Conciencia». Muestra 500 siluetas a contra luz, donde una proporción corresponde a chilenos detenidos y desaparecidos y la otra representa a personas vivas, creando la sensación de la inmensidad inconmensurable ante lo que significa la pérdida de las vidas humanas para la colectividad.

### Exhibición permanente

#### Nivel acceso

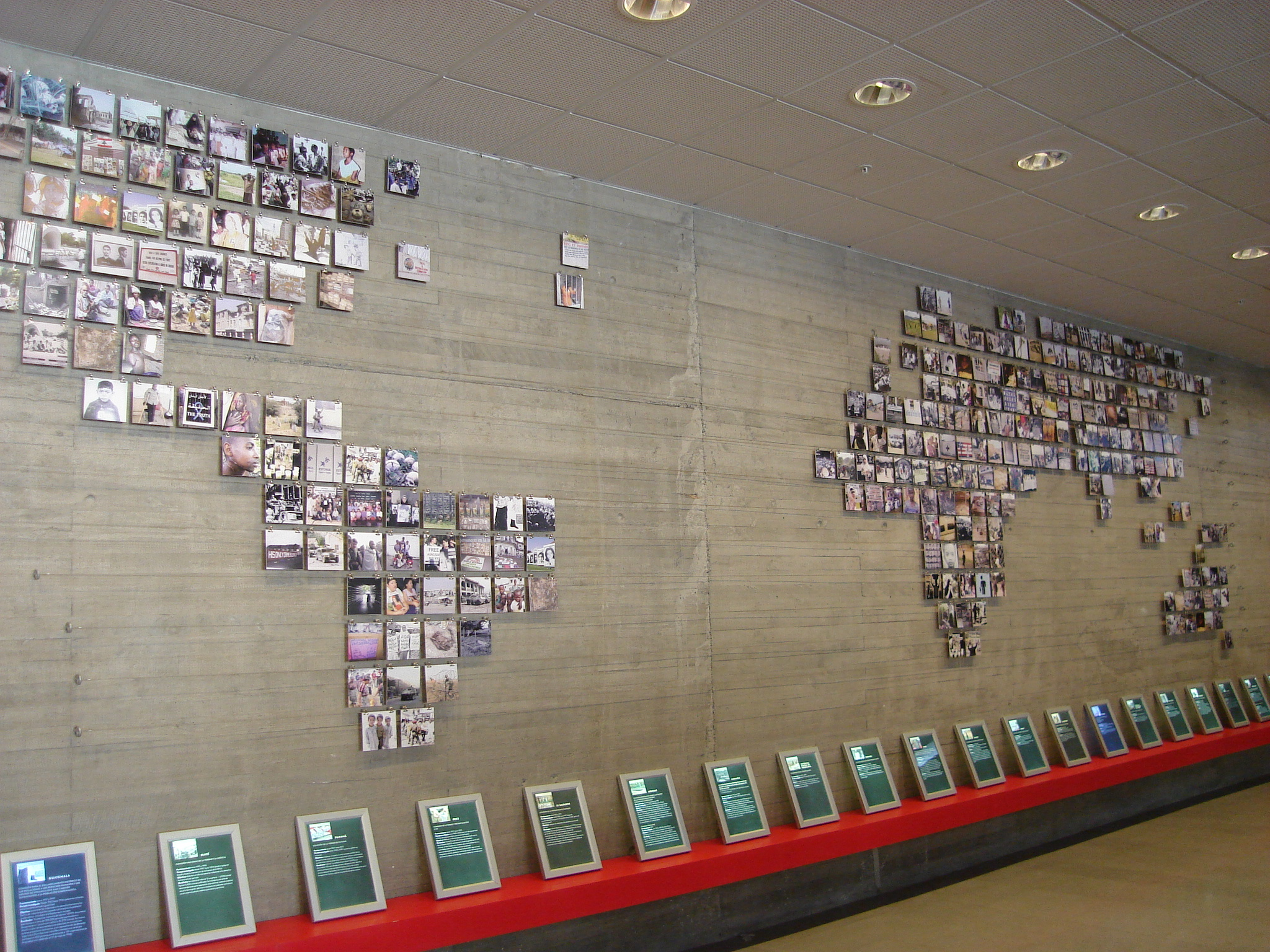
Sala “Derechos Humanos, desafío universal”, con muestras de todas las comisiones de Derechos Humanos que han surgido en el mundo.

##### Sala 1: “Derechos Humanos, desafío universal”
Un gran mapa del mundo, construido con fotografías, muestra cómo los hechos ocurridos en Chile tienen su correlato en otros países. En todo el planeta dentro del contexto de regímenes dictatoriales, guerras civiles o invasiones externas, la violencia ha dejado una estela de genocidios, crímenes de lesa humanidad, guerra, tortura, ejecuciones extrajudiciales y desapariciones forzadas. Las víctimas y sus familiares tienen derecho a conocer lo ocurrido y a que se reconozca públicamente su sufrimiento. Los estados, por esta razón, han creado comisiones de verdad, reparación y reconciliación.
Bajo el mapa se encuentran dispuestos unos cuadros individualizando a las comisiones creadas, las que han sido la base para resolver sus propios conflictos internos sobre derechos humanos y crear políticas de reparación.
Sobre unas placas de roca que simulan un mapa de Chile, se exhiben fotografías alusivas a los más de 190 memoriales que particulares e instituciones, a veces con apoyo del Estado chileno, han levantado. Se trata de placas conmemorativas, esculturas, nombres de calles, salones en instituciones, entre muchos otros, que se distribuyen por todo el país.
Cuenta además con una cruz de hierro obtenida desde el Patio 29 del Cementerio General de Santiago, lugar donde se ocultaron restos de víctimas del golpe militar, y una vitrina con los informes de la Comisión Nacional de Verdad y Reconciliación de 1991 y de la Comisión Nacional sobre Prisión Política y Tortura de 2003 a 2005, conocidos como Informe Rettig e Informe Valech, respectivamente.

#### Nivel 1

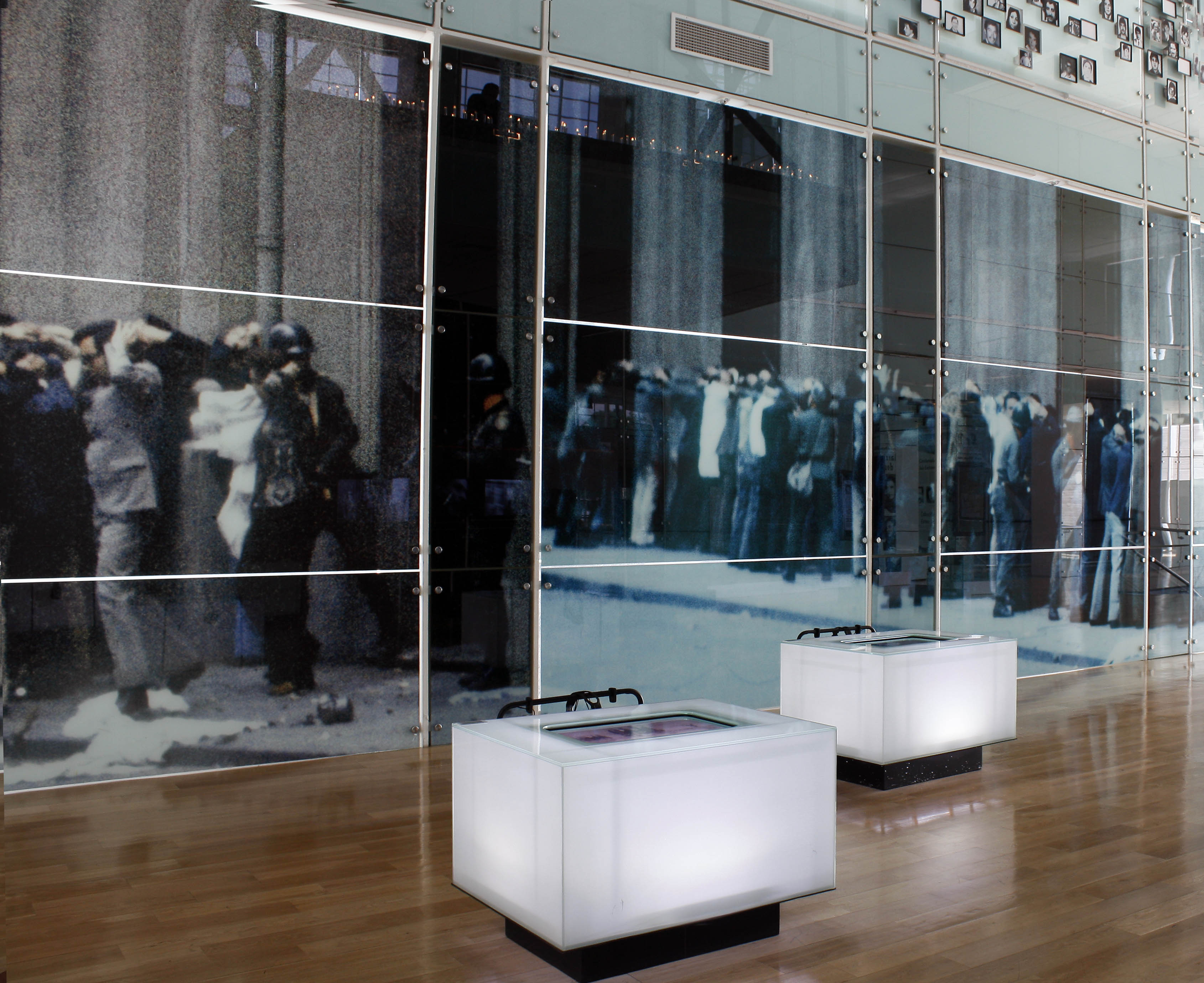
Sala “11 de septiembre”.

##### Sala 2: “11 de septiembre” y microcine
Este sector busca reflejar los efectos del golpe de Estado del 11 de septiembre de 1973 y las primeras horas de la dictadura militar. Tiene varias pantallas con sonidos y grabaciones visuales del momento del golpe militar, incluyendo una gran proyección del video del bombardeo realizado al Palacio de La Moneda, sede del gobierno chileno, y otra del estado de destrucción de algunos lugares, las primeras acciones de represión y los bandos militares publicados. 
El microcine posee audioguías con los cuales los visitantes pueden seguir grabaciones que retratan distintos momentos y ópticas de los sucesos desde el golpe militar, como testimonios, detenciones, palabras de Salvador Allende y las primeras cadenas nacionales de la Junta Militar, entre otros.
También se aprecia el sector de quiosco digital, que muestra titulares de la prensa nacional e internacional respecto al estado del país previo al golpe y luego de este. En el muro lateral se observan grandes imágenes del fotógrafo Chas Gerretsen mostrando las filas de personas llevadas en las primeras detenciones realizadas por los militares, muchas de las cuales serían posteriormente ejecutadas.

##### Sala 3: “Fin del Estado de Derecho. Una nueva institucionalidad”
Muestra fotografías de la Junta Militar de Gobierno de Chile que asume el mando tras el golpe y una serie de documentos originales emitidos por esta durante las primeras semanas. Un video interactivo permite ver grabaciones de la televisión nacional e internacional relativo al golpe y las detenciones realizadas en los primeros días. Una foto de un gran diario muestra el bando que establece el «toque de queda», el cual se extendió (con algunas excepciones) entre 1973 y 1987.
Se documentan fotográficamente otras acciones como el uso del Estadio Nacional como lugar de detención y tortura, los allanamientos en poblaciones y los asilados en embajadas que partieron posteriormente al exilio. Una copia del certificado de defunción de Miguel Enríquez se encuentra en exhibición. Se muestran también recortes de prensa de la época partidaria al régimen donde se detalla el supuesto Plan Z y copias del Diario Oficial donde documenta el inicio de la Dirección de Inteligencia Nacional (DINA).

##### Sala 4: “Condena internacional. La dictadura traspasa fronteras”

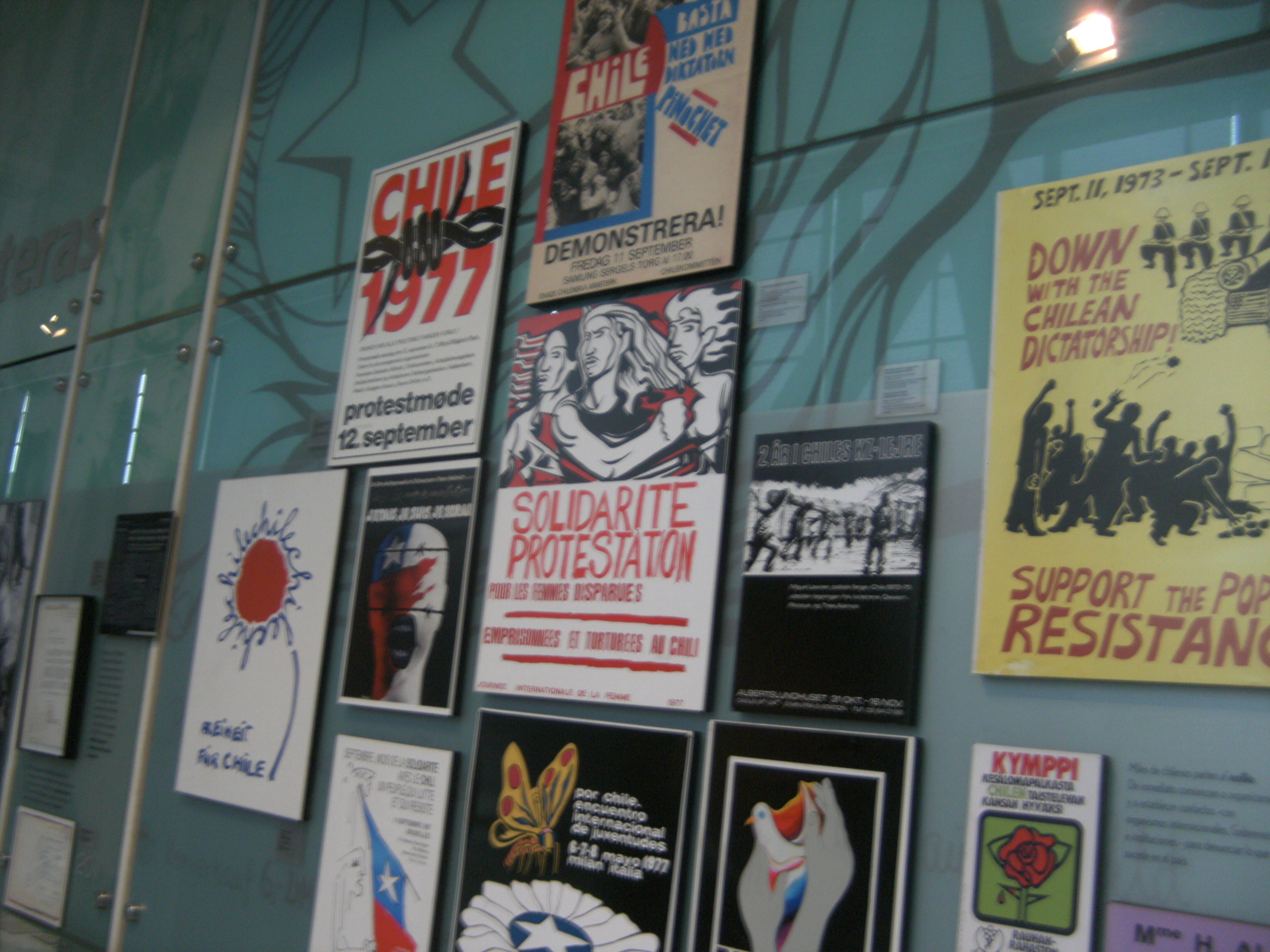
Afiches de muestras de solidaridad internacional con la lucha anti Pinochet.

Se muestran afiches en distintos idiomas que dan cuenta de la solidaridad internacional con Chile que surgió en distintos países, especialmente en Europa. Entre las muestras destaca el Museo de la Solidaridad que, si bien era un iniciativa de 1972, en 1975 pasó a llamarse “Museo de la Resistencia Salvador Allende”. Entre los artistas que colaboraron estaban Joan Miró, Pablo Picasso y Oswaldo Guayasamín, entre otros.
Recortes de prensa y grabaciones radiales muestran los atentados cometidos por el régimen en suelo extranjero como los asesinatos de Orlando Letelier en Washington D. C. y de Carlos Prats en Buenos Aires, además del atentado a Bernardo Leighton en Roma como parte de lo que se conoció como Operación Cóndor. También se exhiben antecedentes relativos a la Operación Colombo, donde aparece como la prensa chilena hizo propio el montaje de los organismos de seguridad para justificar la muerte de 119 chilenos, supuestamente en territorio extranjero.
La necesidad del régimen de justificarse legalmente, frente a las críticas y condenas de organismos internacionales como la ONU, la OEA y la Cruz Roja, llevó a organizar un plebiscito en 1978 donde el voto tenía una bandera chilena en la opción pro régimen y una bandera negra en contra.
Una sección muestra los pasaportes marcados con una letra «L» que impedía el regreso de los exiliados y de los dirigentes de la Unidad Popular a los que, por decreto, se les privó de la nacionalidad.

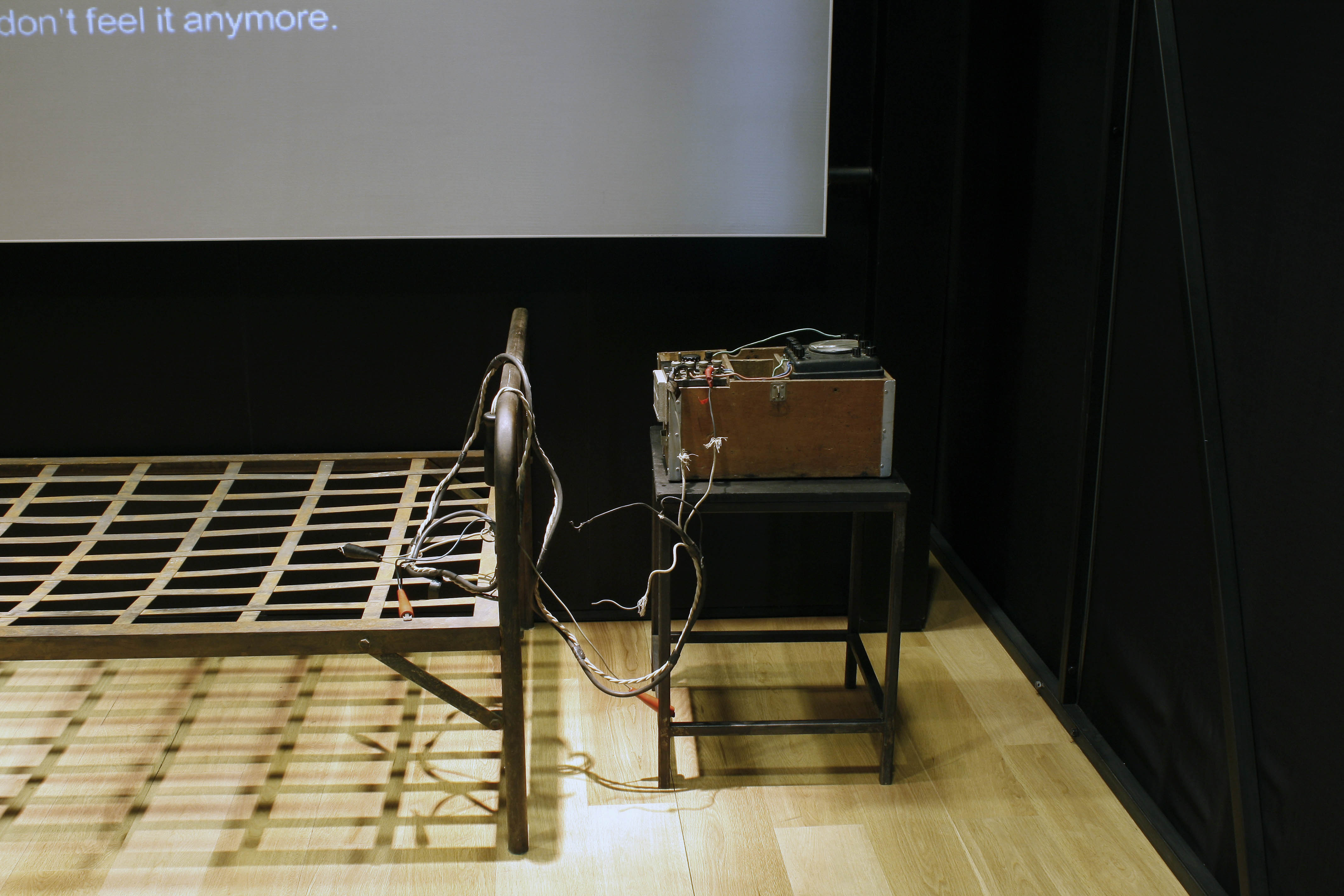
Catre metálico, conocido como «parrilla», donde se torturaba a los detenidos.

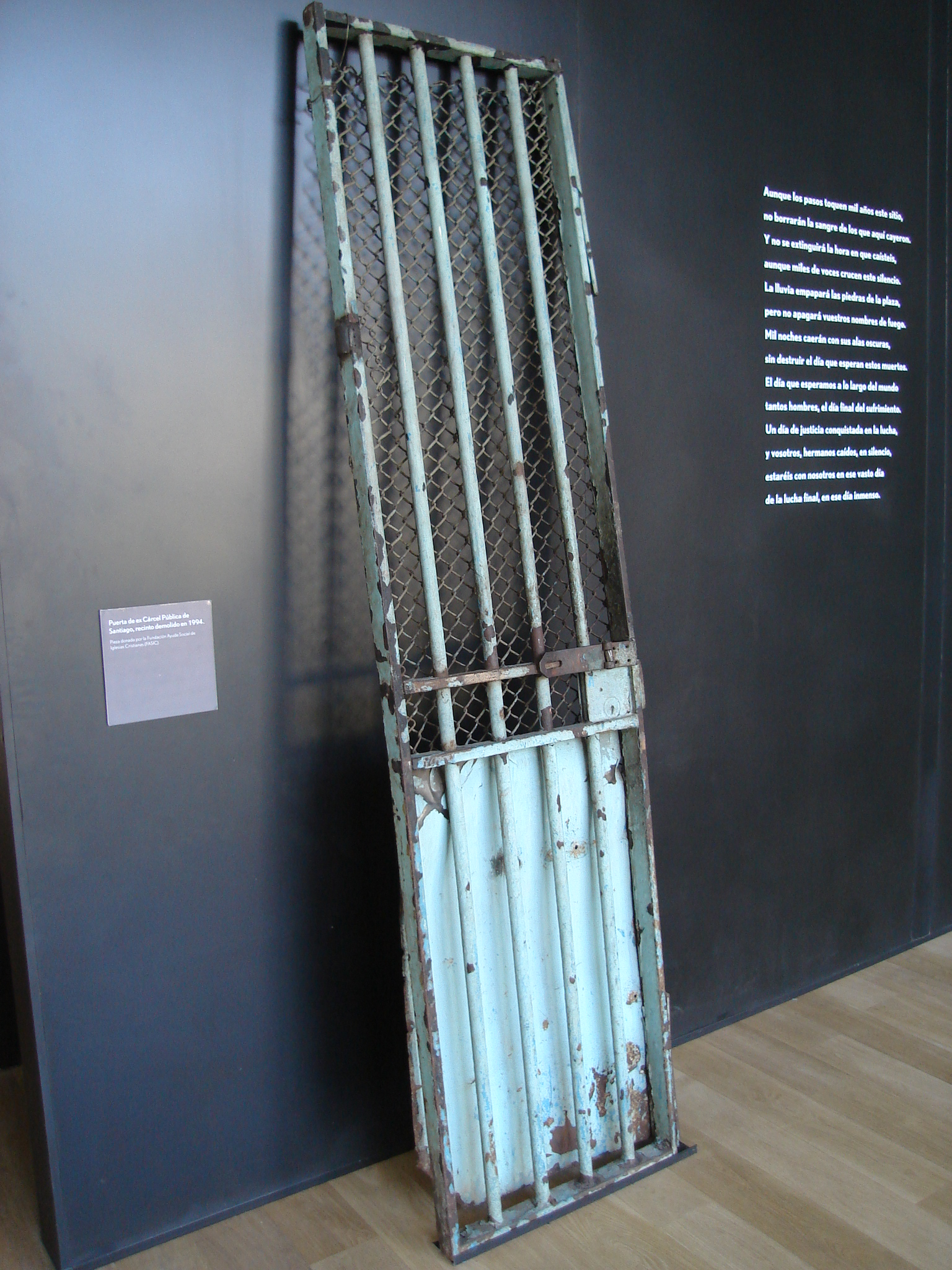
Puerta de la ex Cárcel Pública de Santiago, en exposición en el Museo de la Memoria y los Derechos Humanos.

##### Sala 5: “Represión y tortura”
En un gran cubículo negro, dividido en pequeñas secciones, se muestra la tortura recibida por los detenidos de la dictadura militar. Antes de entrar se encuentra una reja de la ex Cárcel Pública de Santiago, junto al poema “Siempre” del Canto General de Pablo Neruda.
Al ingresar al cubículo se encuentra un mapa de Chile iluminado en las localidades donde existieron centros de tortura y frente a ello una pared con diferentes documentos, entre ellos cartas, actas de defunción y ejecución que intentan mostrar el drama de los arrestos y asesinatos políticos.
Avanzando por el cubículo se ingresa a la sección de métodos de tortura. En sus paredes se exhibe un video con testimonios de las víctimas de tortura respecto a su experiencia, describiendo los métodos para amedrentar y torturar usados. Se encuentra también una copia del libro “Así se tortura en Chile” creado por la Comisión Nacional contra la tortura y se recrea una sala de tortura con una «parrilla», un catre de metal en el que se acostaba a la víctima y sobre el cual se aplicaba electricidad.
En la sección siguiente se ubica el libro “Así lo hemos vivido, detenidos-desaparecidos”, producido por la Vicaria de la Solidaridad, y documentación sobre seis casos relativos a las violaciones de los derechos humanos:
- La Caravana de la Muerte
- Mujeres detenidas
- Montajes de prensa
- Ejecuciones de campesinos
- Sobrevivientes a los fusilamientos
- Militares constitucionalistas

La sección aledaña, titulada titula “Hallazgos”, da cuenta de algunos casos de ejecutados políticos, como el de Marta Ugarte y el caso Pisagua. En sus paredes hay diarios, informes, sentencias, cartas de detenidos desde los regimientos y campamentos militares, que dan cuenta de los fallecidos y sus detenciones. Frente a esta pared se encuentra una pantalla interactiva con digitalizaciones de diarios y videos con los diferentes lugares donde se encontraron fosas comunes y restos humanos.
Saliendo del cubículo negro, se encuentra un pasillo con vitrinas que dan cuenta de la artesanía creada por los detenidos durante su cautiverio.

##### Sala 6: “El dolor de los niños”

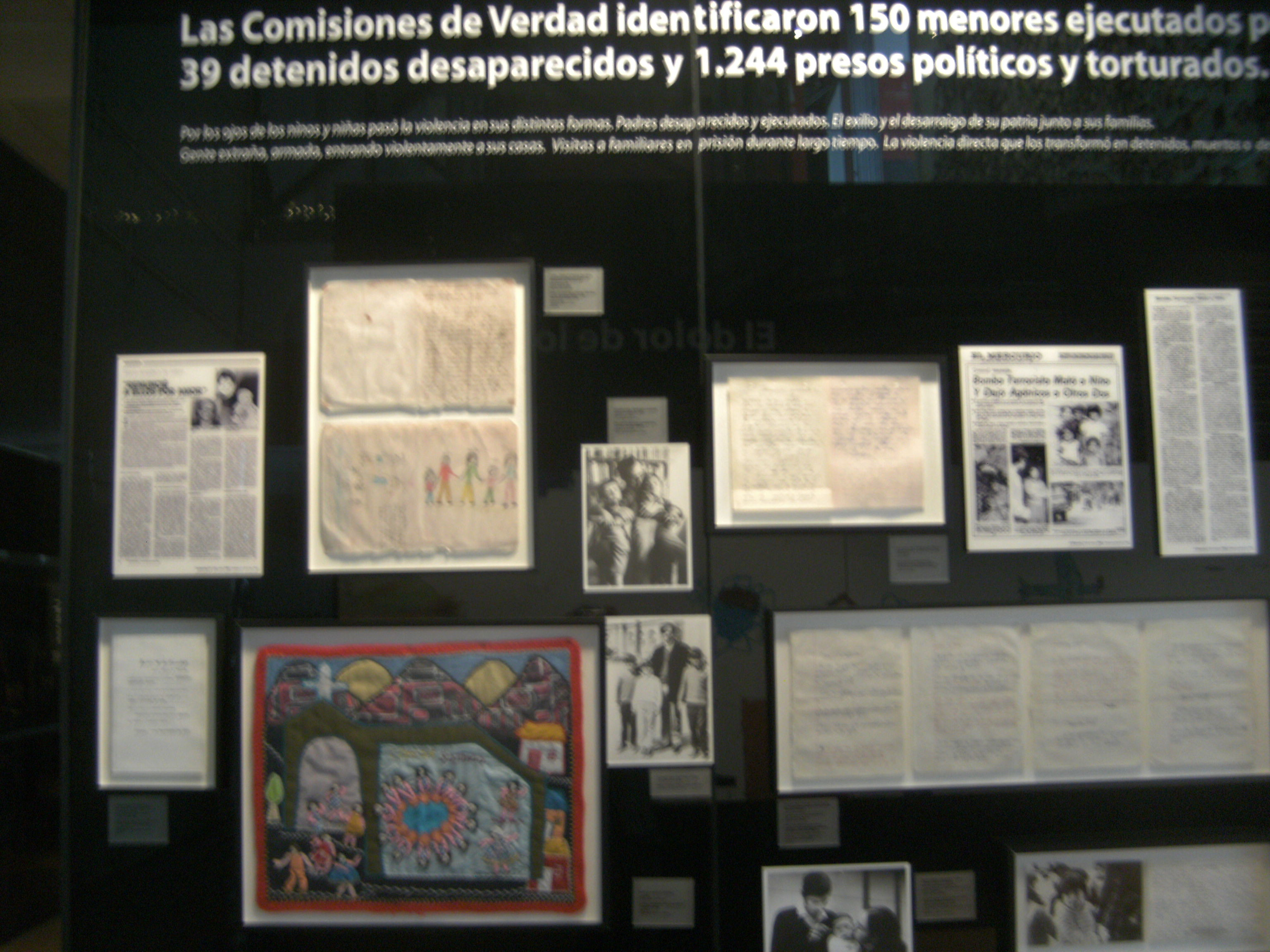
Sección dedicada a víctimas menores de edad.

La segunda salida del cubículo lleva al sector dedicado a los niños y niñas que sufrieron las consecuencias de la dictadura. En las paredes se encuentran fotografías, cartas de niños, diarios y un video que retrata lo que vivieron esos años. La pared enfrentada muestra el mural “El dolor de los niños: arte infantil en estado de emergencia” y junto a ello la lista de los Derechos del niño.

#### Nivel 2

##### Sala 7: “Demanda de verdad y justicia”
Una sección de afiches recuerdan que, frente a los abusos cometidos, las iglesias católica, luterana, evangélicas, ortodoxa y judía tomaron la iniciativa y organizaron el Comité Pro Paz para dar apoyo jurídico y social a las víctimas y sus familias. Documentos y titulares de diario muestran su cierre en 1975, y la posterior creación por parte del cardenal Raúl Silva Henríquez de la Vicaría de la Solidaridad. Los archivos de la Vicaría fueron declarados parte de la Memoria del Mundo en 2003. Otros organismos de promoción de los Derechos Humanos fueron SERPAJ, FASIC, CODEPU y PIDEE.
Una sección de fotografías muestran el actuar de la Agrupación de Familiares de Detenidos Desaparecidos y su lucha. Aquí se da cuenta no sólo de diversas acciones de demanda de verdad y justicia realizadas por esta organización, sino que también del componente artístico, y es así como su famoso baile de la “cueca sola” se convierte en una manifestación de su protesta. Otra organización representada es la Movimiento contra la Tortura Sebastián Acevedo, quienes practicando la no violencia activa, denunciaban lugares donde se torturaba.
Un mecanismo legal para intentar proteger la vida de un detenido era presentar un «recurso de amparo» ante los tribunales para que los jueces exigieran traer a su presencia a los detenidos para ser sometidos a proceso. Durante el periodo 1973-89, el Comité Pro Paz y la Vicaría de la Solidaridad interpusieron casi 9000 recursos de amparo en defensa de más de 23 000 personas, de los cuales el Poder Judicial chileno denegó casi todos. En las vitrinas se puede apreciar uno de los recursos acogidos, el cual salvó la vida a Carlos Contreras, quien gracias a un accidente vehicular al ser detenido en la vía pública en 1977, quedó en el parte policial respectivo y la corte aceptó cursarlo.

##### Sala 8: “Ausencia y memoria”

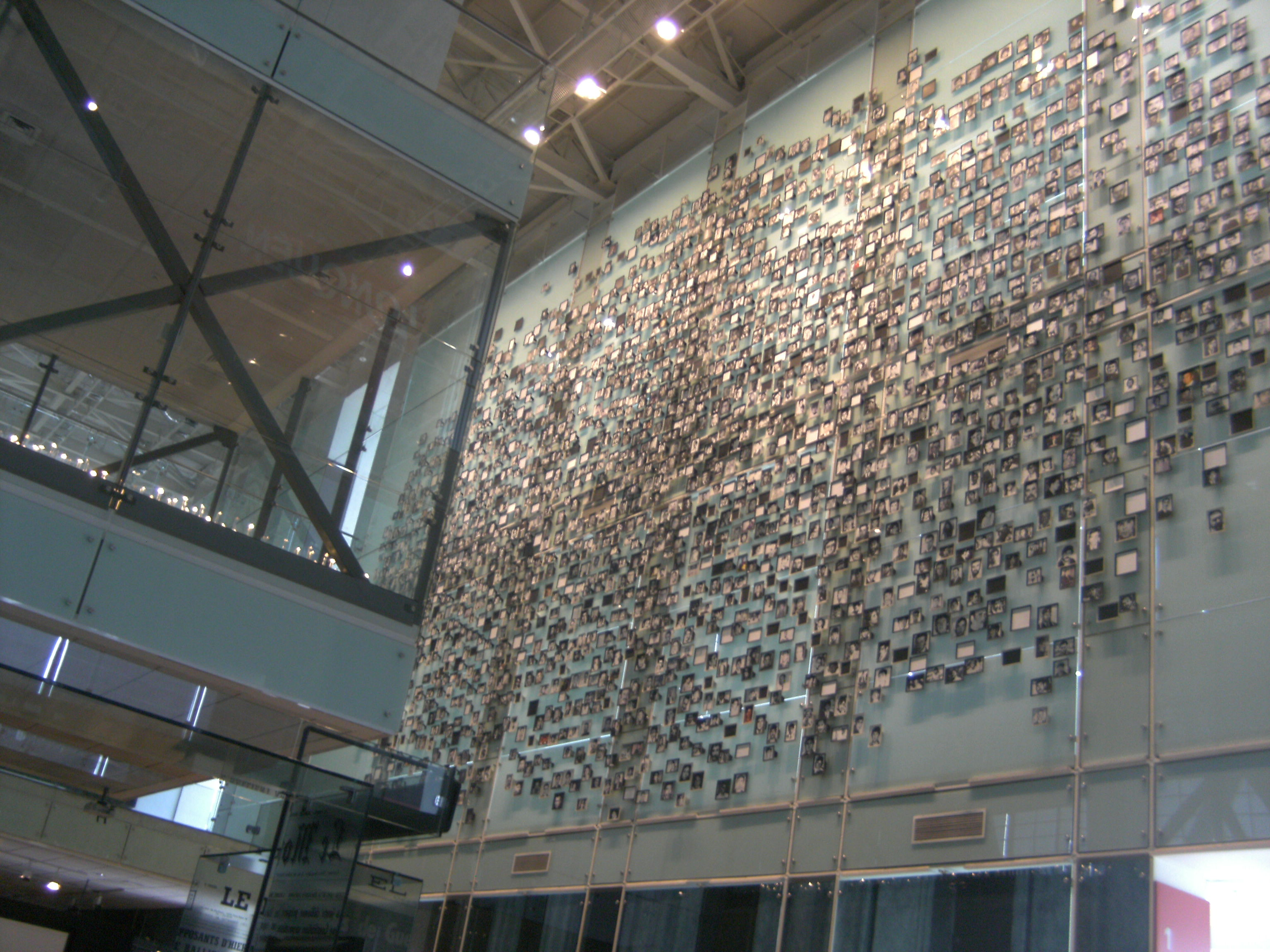
Sala representando una velatón como mirador de fotografías de víctimas en gran pared del museo.

Este es el corazón del museo. En una sala creada sobre la idea de un «velatón», la cual permite ver en la pared de enfrente fotos y cuadros de las víctimas de la dictadura. Las velas puestas de esa forma son un símbolo que recuerdan las «velatones» que se hacían en las cunetas de las calles durante las jornadas de protestas, y también las que se colocaron en torno a los centros de detención y tortura en actos recordatorios. Una pantalla táctil permite navegar a través del mural y buscar una ficha con cada una de las víctimas incluidas.

##### Sala 9: “Lucha por la libertad”
La lucha por alcanzar la democracia por parte del pueblo chileno se ve reflejada en distintas acciones que son recogidas en este museo. Dentro de ellas se muestran las convocatorias al Caupolicanazo, acto en el Teatro Caupolicán protagonizado por el expresidente Eduardo Frei Montalva el 27 de agosto de 1980 contra el plebiscito constitucional, el cual fue el primer acto político autorizado en el periodo. Se muestra la lucha sindicalista contra el régimen, a cargo de la Coodinadora Nacional Sindical, y que tuvo como consecuencias la encarcelación de sus dirigentes Manuel Bustos y Alamiro Guzmán, y el asesinato del líder de la Agrupación Nacional de Empleados Fiscales (ANEF), Tucapel Jiménez.
También se muestra la lucha estudiantil universitaria y secundaria, mostrando fotografías y recortes de prensa de marchas estudiantles para sacar a los rectores designados por la dictadura. Muy documentado está el Caso Federici, protagonizado por la los estudiantes de la Universidad de Chile. También se recuerda el Caso Quemados, con la foto de los jóvenes Rodrigo Rojas Denegri y de Carmen Gloria Quintana, quienes fueron rociados con gasolina, quemados y abandonados en un camino rural por una patrulla militar.

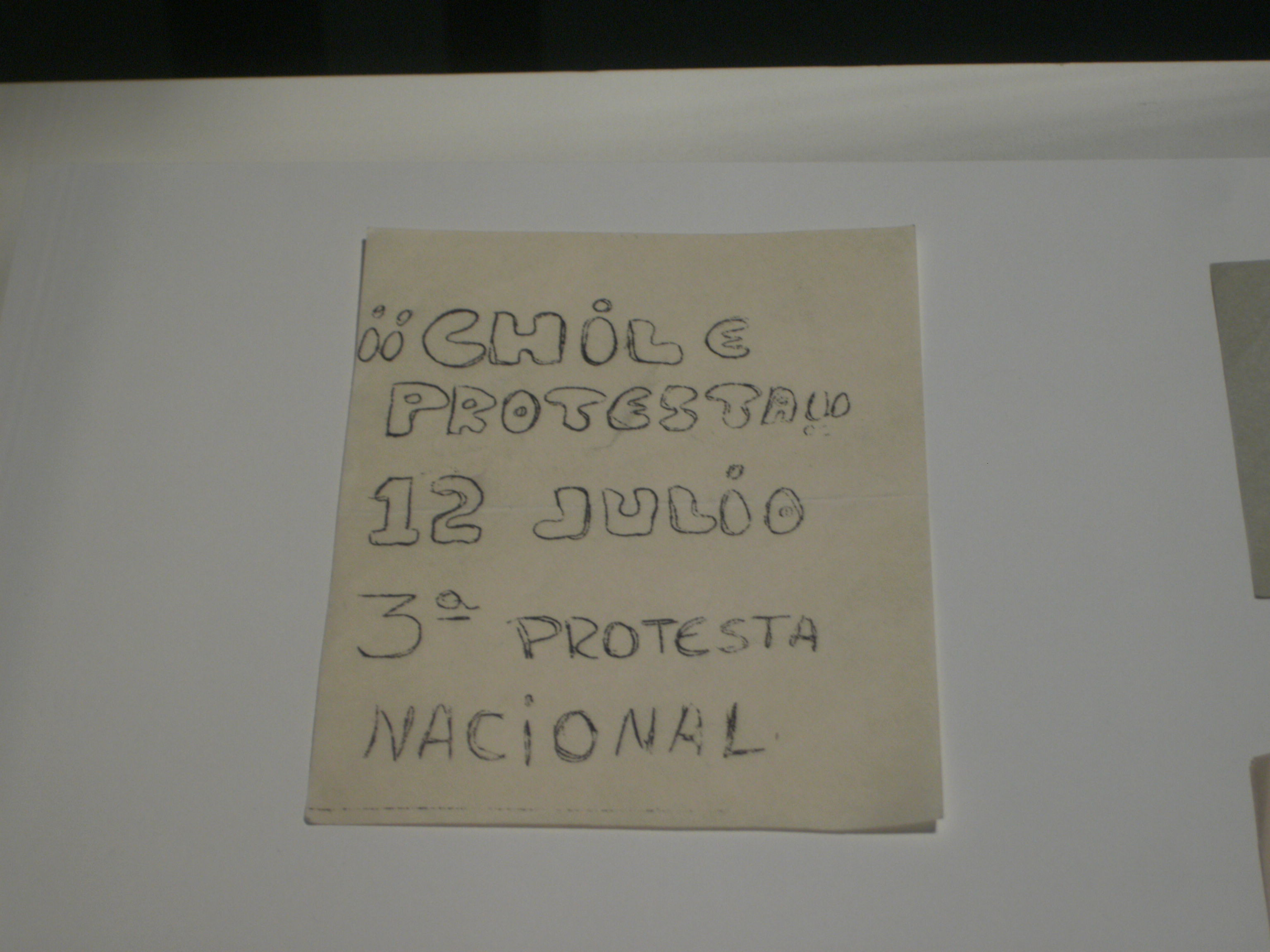
Uno de los volantes llamando a participar en las protestas nacionales.

Se exhiben convocatorias y fotografías de las “Jornadas de protestas nacionales” y de las primeras alianzas políticas en contra de la dictadura militar, como la Asamblea de la Civilidad que reunió a sindicatos, federaciones estudiantiles, colegios profesionales y partidos políticos. Luego se observan registros de los partidos políticos organizando la Alianza Democrática y el Movimiento Democrático Popular.
Un mimeógrafo eléctrico exhibido muestra el temprano surgimiento de folletines, panfletos y boletines clandestinos que la mayoría de las veces confeccionaban personas anónimas. Se muestran ejemplares de El Rodriguista, Correo de la Resistencia del MIR, La Bicicleta, etc. La prensa alternativa también es representada a través de ejemplares de Solidaridad, Hoy, Cauce, Análisis y Apsi, donde se refleja la censura llevada a cabo contra ellos.
A través de audio y recortes de prensa se puede observar el Caso Degollados, donde fueron degollados José Manuel Parada Maluenda, Santiago Nattino y Manuel Guerrero por integrantes de la DICOMCAR de Carabineros de Chile. También se muestra el asesinato del sacerdote francés André Jarlan. 
La resistencia llevó a la dictadura llevó a que diversas organizaciones de extrema izquierda ejecutaran acciones armadas y atentados contra personas. El museo muestra diversos recortes de prensa sobre los ataques que grupos de izquierda hicieron sobre militares, como el asesinato de Carol Urzúa y Roger Vergara, además del intento de magnicidio sobre el general Pinochet en 1986. Como represalia, un comando de la CNI asesinó esa noche a militantes del MIR y del PC, entre ellos el periodista José Carrasco. Otro aspecto documentado es la internación de armas por parte del FPMR en la localidad de Carrizal Bajo.
Hacia el final del recorrido se muestran las acciones de los últimos años de la dictadura, como la Operación Albania, la visita del Papa Juan Pablo II en 1987 y el secuestro del Comandante Carreño.

##### Sala 10: “Retorno a la esperanza”
En la última sala efectiva del museo, se encuentra una gran diversidad de afiches de organizaciones chilenas y extranjeras, para promocionar películas, actos, obras teatrales, recitales y otras donde llaman a actividades de resistencia. Dentro de las que aparecen exhibidas se destacan diversas peñas folclóricas, el "Festival Chile Crea" y el Festival Víctor Jara. El aporte de los artistas fue importante en la lucha contra el régimen y se ven recortes de prensa donde se ven los ataques que recibieron. 
Una gran mesa decorada con una paloma tricolor realizada por la Brigada Ramona Parra, similar a las que se pintaban en las paredes en los grafitis nocturnos, muestra videos alusivos a la cultura durante la dictadura militar.
Al fondo de la sala se encuentra un televisor que muestra videos relativos al plebiscito nacional de 1988 que daría fin a la dictadura. El video muestra las campañas del «Sí» y el «No», con un énfasis en la franja electoral, el recuento de votos y las celebraciones tras la victoria del «No». Una mesa muestra afiches y chapitas de ambas campañas.

##### Sala 11: “Nunca más”
Una gigantesca fotografía muestra el acto realizado por el presidente Patricio Aylwin en el Estadio Nacional al asumir el mando, en marzo de 1990. Un video permite ver los pormenores de esta actividad en la cual se quiso marcar el fin de la dictadura.

### Otras dependencias

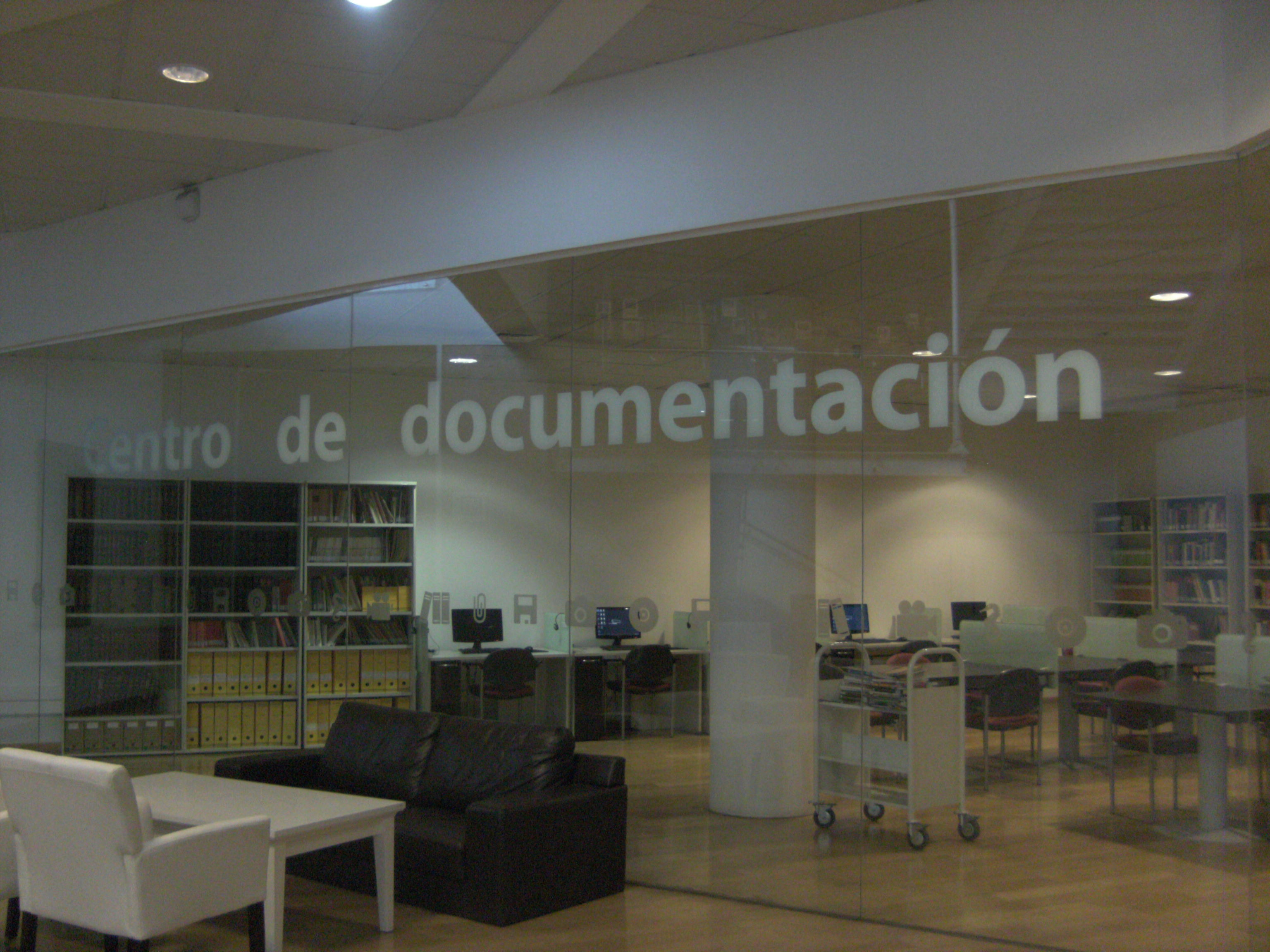
Centro de documentación.

El tercer nivel del museo está destinado para exposiciones temporales y cuenta además con una cafetería. Junto a la explanada está el auditorio del museo.
En el subsuelo del museo se encuentra el Centro de Documentación del museo, el cual cuenta con libros, testimonios orales y escritos, documentos jurídicos, cartas, relatos, producción literaria, material de prensa escrita, audiovisual y radial, largometrajes, material histórico y fotografías documentales, todos de libre disposición para los visitantes, historiadores e investigadores del periodo. La Sala de Consulta posee una superficie de 153 m² construidos y cuenta con computadores para consultar los catálogos y colecciones digitales.

## Patrimonio
Diversos documentos, archivos y colecciones han sido donadas y entregadas al Museo de la Memoria para su custodia y protección. Dentro de estas destacan:
Relatos
- Comisión de Verdad y Reconciliación (Comisión Rettig)
- Comisión Nacional sobre Prisión Política y Tortura (Comisión Valech)

Documentación
- Fundación de Ayuda Social de las Iglesias Cristianas (FASIC)
- Corporación de Promoción y Defensa de los Derechos del Pueblo (CODEPU)
- Fundación de Protección a la Infancia Dañada por los Estados de Emergencia (PIDEE)
- Teleanálisis (vídeos)
- Fundación de Documentación y Archivo de la Vicaría de la Solidaridad
- Comisión Chilena de Derechos Humanos
- Corporación Justicia y Democracia
- Agrupación de Familiares de Detenidos Desaparecidos (AFDD)

## Críticas
Desde el anuncio del proyecto, surgieron diferentes críticas a la construcción de este museo, en especial por políticos de derecha y partidarios de la dictadura de Augusto Pinochet. Dentro de estas críticas se incluye la imposición de una visión “sesgada” de la historia, al contarse desde la experiencia de los perseguidos por el dictadura militar, el posible fomento de la división entre opositores y adherentes a Pinochet y la potencial utilización con fines políticos del museo por parte de la Concertación.
El historiador Sergio Villalobos dijo que el museo debía ser redenominado como “Museo de Fracaso, el de la Unidad Popular y el de ahora” y rechazó la ausencia de una contextualización previo al golpe de la situación política del país durante el gobierno de Salvador Allende. En la misma línea, se manifestó el historiador Francisco Javier González, quien dijo que la construcción del museo podría terminar “dividiendo a todos los chilenos” y que “la historia no la podemos parcelar sin dar cuenta del contexto y sus causas.”
En junio de 2012, Magdalena Krebs, directora de Bibliotecas, Archivos y Museos durante el gobierno de Sebastián Piñera, manifestó su disconformidad con el museo que a su parecer ofrece “una visión incompleta de los hechos” y que este debiera “contribuir a la armonía de la sociedad”.

Sería valioso que sus visitantes comprendiesen, por ejemplo, que entre muchos de los factores que contribuyeron a la destrucción de la democracia, tuvo un rol significativo la violencia imperante. A la luz de la contingencia que vivimos hoy, sería una gran contribución que el museo explicara los hechos anteriores al golpe, pues pondría una nota de atención sobre los límites, la necesidad de cuidar las formas y los procedimientos democráticos.
Magdalena Krebs, 23 de junio de 2012.

La opinión de Krebs fue respondida por el Directorio del Museo, quienes mencionaron que la “tarea del Museo [...] no es historiográfica ni jurídica. Su propósito no es entregar información acerca de las causas que condujeron a esas violaciones o contextualizarlas, ni, tampoco, formular imputaciones individuales de responsabilidad, sino promover la idea que, con prescindencia de las circunstancias, ese tipo de hechos no deben ocurrir nunca más en nuestro país”. En tanto, Javiera Parada, hija de José Manuel Parada, replicó que las violaciones a los derechos humanos no son contextualizables pues serviría para justificar su existencia.

Su argumento no sólo explicita un grave relativismo moral, sino que es profundamente peligroso. Con él podrían justificarse las mayores atrocidades, ya que los antecedentes a la violación de los derechos humanos permitirían explicarlos y eventualmente justificarlos.

No hay nada que justifique la violencia ejercida por el Estado de Chile en contra de ciudadanos inermes. Nada. Menos aún viniendo de agentes del Estado cuya responsabilidad es la mantención del orden público y no su alteración.
Javiera Parada, 26 de junio de 2012.

El presidente de la Fundación 11 de Septiembre (partidaria de la dictadura militar), Juan González, anunció durante un homenaje a Augusto Pinochet, celebrado el 10 de junio de 2012, la creación de un “Museo de la Verdad” en oposición al Museo de la Memoria.